# Mourecotelles moldenkei
Mourecotelles moldenkei är en biart som beskrevs av Toro och Cabezas 1978. Mourecotelles moldenkei ingår i släktet Mourecotelles och familjen korttungebin. Inga underarter finns listade i Catalogue of Life.